# Delphinium suave
Delphinium suave är en ranunkelväxtart som beskrevs av Ernst Huth. Delphinium suave ingår i släktet storriddarsporrar, och familjen ranunkelväxter. Inga underarter finns listade i Catalogue of Life.